# Paweł Ciechomski
Paweł Ciechomski herbu Wąż – podstoli gostyniński, poborca w ziemi gostynińskiej.
Poseł na sejm pacyfikacyjny 1589 roku z ziemi gostynińskiej, podpisał traktat bytomsko-będziński.